# Ceresole Alba
Ceresole Alba – miejscowość i gmina we Włoszech, w regionie Piemont, w prowincji Cuneo.
Według danych na rok 2004 gminę zamieszkiwało 2088 osób, 56,4 os./km².